# 克拉斯尼齊亞
49°36′19″N 23°10′6″E / 49.60528°N 23.16833°E
克拉斯尼齊亞（烏克蘭語：Красниця），是烏克蘭西部的村莊，隸屬利維夫州的桑比爾區。該村面積1.08平方公里，海拔高度303米，2001年人口98，人口密度每平方公里90.74人。